# Pigeonit
Pigeonit ist ein selten vorkommendes Mineral aus der Mineralklasse der „Silikate und Germanate“ mit der vereinfachten Zusammensetzung (Mg,Fe,Ca)2[Si2O6]. Die in den runden Klammern angegebenen Elemente Magnesium, Eisen und Calcium können sich dabei in der Formel jeweils gegenseitig vertreten (Substitution, Diadochie), stehen jedoch immer im selben Mengenverhältnis zu den anderen Bestandteilen des Minerals.
Pigeonit kristallisiert mit monokliner Symmetrie und entwickelt prismatische, bis zu einem Zentimeter große, durchscheinende Kristalle mit einem glasähnlichen Glanz auf den Oberflächen. Meist findet er sich allerdings in Form glanzloser (matter), körniger bis derber Mineral-Aggregate. Das Mineral ist im Allgemeinen von brauner, grünlichbrauner oder schwarzer Farbe, kann in dünnen Schichten aber auch farblos oder hellgelblichgrün bis bräunlichgrün erscheinen. Seine Strichfarbe ist dagegen immer grauweiß.

## Etymologie und Geschichte
Entdeckt wurde Pigeonit am Pigeon Point im US-Bundesstaat Montana und beschrieben 1900 von Alexander Newton Winchell, der das Mineral nach dessen Typlokalität benannte.
Das Typmaterial des Minerals wird im Muséum national d’histoire naturelle in Paris (Frankreich) unter Sammlungs-Nr. 110243 aufbewahrt.

## Klassifikation
In der strukturellen Klassifikation der International Mineralogical Association (IMA) gehört Pigeonit zusammen mit Enstatit, Protoenstatit, Klinoenstatit, Ferrosilit und Klinoferrosilit innerhalb der Pyroxengruppe zu den Magnesium-Eisen-Proxenen (Mg-Fe-Pyroxene).
In der mittlerweile veralteten 8. Auflage der Mineralsystematik nach Strunz gehörte der Pigeonit zur Mineralklasse der „Silikate und Germanate“ und dort zur Abteilung der „Kettensilikate und Bandsilikate (Inosilikate)“, wo er zusammen mit Klinoenstatit, Klinoferrosilit und dem inzwischen als Varietät diskreditierten Klinohypersthen die „Klinoenstatit-Reihe“ mit der System-Nr. VIII/D.01a als Untergruppe der monoklin-prismatischen „Klinopyroxene“ innerhalb der „Pyroxenfamilie“ bildete.
In der zuletzt 2018 überarbeiteten Lapis-Systematik nach Stefan Weiß, die formal auf der alten Systematik von Karl Hugo Strunz in der 8. Auflage basiert, erhielt das Mineral die System- und Mineral-Nr. VIII/F.01-40. In der „Lapis-Systematik“ entspricht dies ebenfalls der Abteilung „Ketten- und Bandsilikate“, wobei in den Gruppen VIII/F.01 bis 06 die Minerale mit strukturellen Baugruppen aus [Si2O6]4−-Zweierketten eingeordnet sind. Pigeonit bildet hier zusammen mit Aegirin, Aegirin-Augit, Augit, Davisit, Diopsid, Esseneit, Grossmanit, Hedenbergit, Jadeit, Jervisit, Johannsenit, Kanoit, Klinoenstatit, Klinoferrosilit, Kosmochlor, Kushiroit, Namansilit, Natalyit, Omphacit, Petedunnit, Spodumen und Tissintit die Gruppe der „Klinopyroxene“ (Stand 2018).
Auch die seit 2001 gültige und von der International Mineralogical Association (IMA) zuletzt 2009 aktualisierte 9. Auflage der Strunz’schen Mineralsystematik ordnet den Pigeonit in die Abteilung der „Ketten- und Bandsilikate“ ein. Diese ist weiter unterteilt nach der Art der Kettenbildung und der Zugehörigkeit zu größeren Mineralfamilien, so dass das Mineral entsprechend in der Unterabteilung „Ketten- und Bandsilikate mit 2-periodischen Einfachketten Si2O6; Pyroxen-Familie“ zu finden ist, wo es zusammen mit Halagurit, Kanoit, Klinoenstatit und Klinoferrosilit die „Mg,Fe,Mn-Klinopyroxene, Klinoenstatitgruppe“ mit der System-Nr. 9.DA.10 bildet.
Die vorwiegend im englischen Sprachraum gebräuchliche Systematik der Minerale nach Dana ordnet den Pigeonit ebenfalls in die Klasse der „Silikate und Germanate“ und dort in die Abteilung der „Kettensilikatminerale“ ein. Auch hier ist er zusammen mit Kanoit, Klinoenstatit und Klinoferrosilit in der Gruppe der „P2/c Klinopyroxene“ mit der System-Nr. 65.01.01 innerhalb der Unterabteilung der „Kettensilikate: Einfache unverzweigte Ketten, W=1 mit Ketten P=2“ zu finden.

## Kristallstruktur
Pigeonit kristallisiert im monoklinen Kristallsystem in der Raumgruppe P21/c (Raumgruppen-Nr. 14) und hat die Gitterparametern a = 9,71 Å, b = 8,95 Å, c = 5,25 Å und β = 108,6° mit vier Formeleinheiten pro Elementarzelle.
Oberhalb von 950 °C geht die Struktur durch einen Phasenübergang in eine ebenfalls monokline Struktur mit der Raumgruppe C2/c (Raumgruppen-Nr. 15) über.

## Bildung und Fundorte
Pigeonit bildet sich in hocherhitzten mafischen Gesteinen wie Basalt, die schnell abgekühlt werden. Gleichzeitig darf für die Bildung nur geringe Mengen Calcium anwesend sein, da sonst das ähnliche Mineral Augit entsteht. Typischerweise ist dies in manchen Vulkanen der Fall. Neben diesen findet man es auch in Meteoriten, die auf die Erde gestürzt sind.
Ein typisches Beispiel für einen Vulkan, bei dessen Ausbrüchen Pigeonit entsteht, ist der Soufrière Hills auf der Karibikinsel Montserrat und ein Beispiel für einen Meteoritenfund ist der Cassigny-Meteorit in Frankreich.
Als eher seltene Mineralbildung kann Pigeonit an verschiedenen Fundorten zum Teil zwar reichlich vorhanden sein, insgesamt ist er aber wenig verbreitet. Weltweit sind bisher rund 280 Fundorte für Pigeonit dokumentiert (Stand 2020). Neben seiner Typlokalität Pigeon Point trat das Mineral in den Vereinigten Staaten noch an mehreren Orten der Bundesstaaten Alabama, Arizona, Maine, Massachusetts, Michigan, Nevada, New Mexico, Pennsylvania und Virginia sowie im San-Juan-Gebirge in Colorado, bei Red Oak im Fulton County (Georgia), Lafayette (Indiana), im Gray County (Kansas), bei Beaver Bay in Minnesota, im Stillwater County (Montana), im Moore County (North Carolina), bei Shrewsbury im Rutland County (Vermont), bei Washougal in Washington und am Potato River im Ashland County (Wisconsin).
In Deutschland findet man Pigeonit unter anderem bei Röhrnbach im bayerischen Wald, bei Bad Harzburg im niedersächsischen Harz und im Rockeskyll Vulkankomplex in der rheinland-pfälzischen Eifel.
Weitere Fundorte liegen unter anderem in Algerien, der Antarktis, in Australien, Brasilien, China, Grönland, Indien, Italien, Japan, Jemen, Libyen, Marokko, Neuseeland, Oman, Papua-Neuguinea, Rumänien, Russland, Schweden, der Slowakei, in Spanien, auf St. Lucia, in Südafrika, Südkorea, Tschechien, Ungarn, Usbekistan und im Vereinigte Königreich.
Auch in Gesteinsproben vom Mond, genauer in der Nähe der Landestelle der Luna-16-Mission im Mare Fecunditatis sowie im Mondmeteorit NWA 773 aus Dchira (Westsahara) konnte Pigeonit nachgewiesen werden. Außerdem fand sich das Mineral möglicherweise in situ an der Landestelle der chinesischen Sonde Chang’e-4 im Von-Kármán-Krater auf der Mondrückseite.